# Diète démocratique istrienne
Pour les articles homonymes, voir IDS.
La Diète démocrate istrienne, (en croate, Istarski demokratski sabor ou IDS; en italien, Dieta democratica istriana, IDS-DDI) est un parti politique régionaliste en Istrie (Croatie), membre du Parti de l'Alliance des libéraux et des démocrates pour l'Europe (ALDE).

## Histoire
Le parti fut constitué à Pula, le 14 février 1990, pour défendre les intérêts des habitants de l'Istrie et du Kvarner - population croate et minorité italienne - au sein de la République de Croatie. L'IDS-DDI est fondé sur les traditions des démocraties parlementaires européennes et il est favorable à la construction européenne. Il défend les spécificités multi-ethniques de l’Istrie ce qui lui a valu de s’opposer fortement au régime autoritaire et nationaliste de Franjo Tudjman. Il prône le libéralisme économique, le développement des richesses de l'Istrie à travers la création d'une entité régionale autonome fondée sur les particularités ethniques ainsi que sur les richesses culturelles locales, une coopération active avec les régions voisines d’Italie et de Slovénie. 
L'IDS a quitté, en juin 2001, la coalition gouvernementale dirigée par Ivica Račan - dont il faisait partie depuis 2000 - afin de protester contre le statut de l'Istrie qu'il considère comme ne lui donnant pas suffisamment d'autonomie.
L'IDS-DDI remporte régulièrement environ deux tiers des voix en Istrie. Son nombre d'adhérents est relativement stable (1995-3 800 ; 1999-4 100 ; 2004-3 800 ; 2006-3 900). Il en est de même de ses résultats aux élections législatives : 1992 : deux députés (1,44 %) ; 1995-1999 : trois députés (2,34 %) ; 2000 : quatre députés (2,65 %) ; 2003 : quatre députés (2,65 %) ; 2007 : trois députés (1,5 %) ; 2011 : .
En coalition avec Kukuriku, l’IDS obtient l’élection d’un député européen en 2014, siège confirmé au sein de la coalition Amsterdam en mai 2019, avec Valter Flego.

## Le parti aujourd'hui
L'IDS-DDI est doté d'une direction nationale et de 9 sections locales toutes situées dans la péninsule d'Istrie. Il dispose de trois députés au Parlement croate depuis les élections de 2007.
Il contrôle la majorité des 40 sièges de l'assemblée régionale du comitat d’Istrie, ainsi que 42 municipalités (sauf Pula, perdue en 2001). 
Son candidat Damir Kajin, vice-président du parti, est arrivé en première position dans la région lors du premier tour de l'élection présidentielle de 2009.
Le parti est également présent en Istrie slovène à Koper/Capodistria.

## Présidents
- 1991 - 2014 : Ivan Jakovčić
- 2014-2021 : Boris Miletić
- depuis 2021 : Dalibor Paus